# Ectropa ancilis
Ectropa ancilis is een vlinder uit de familie slakrupsvlinders (Limacodidae). De wetenschappelijke naam van deze soort is voor het eerst geldig gepubliceerd in 1863 door Hans Daniel Johann Wallengren.
De soort komt voor in tropisch Afrika.